# 伊朗式分居
《伊朗式分居》（波斯語：‎，轉寫：Jodái-e Náder az Simin；「Nader和Simin的分居」）是2011年一部伊朗劇情片，阿斯哈·法哈蒂編導，蕾拉·哈塔米、佩曼·莫阿迪、沙哈布·侯賽尼、莎莉·巴亞特和萨里娜·法尔哈迪主演，講述一對伊朗中產夫婦分居，以及丈夫一方僱用低下階層出身的看護照顧老父時發生的故事。
本片曾參與第61屆柏林影展，不但成為首部奪得最高榮譽金熊獎的伊朗電影，更同時拿下最佳男主角和最佳女主角。次年荷里活金球獎中，本片奪得最佳外語片。该片是2012年奧斯卡頒獎禮中伊朗角逐最佳外語片的代表作品，成功入圍最後五強之餘，亦獲得了最佳原创剧本提名。最終以大熱姿態勇奪2012年奧斯卡頒獎禮最佳外語片。

## 故事大綱
伊朗一對夫婦取得簽證準備離開伊朗，但丈夫尼達最後不忍拋下患病父親，妻子絲敏（蕾拉·哈塔米飾）為女兒着想，不想放棄移民，於是提出離婚，但被法庭駁回。兩人分居後，尼達請了女傭華倩照顧老父，但一次女傭擅自外出，令尼達父親在家跌倒，尼達又懷疑華倩偷錢，與她發生爭執，尼達不慎推了對方落樓令她流產，華倩丈夫後來控告尼達謀殺，之後兩對夫婦在庭上展開一連串羅生門式的爭論。

## 角色
- 佩曼·莫阿迪 - 尼達（粵語配音：蘇強文（TVB）、伍博民（ViuTVsix））
- 蕾拉·哈塔米 - 絲敏（粵語配音：謝潔貞（TVB）、馮詠恩（ViuTVsix））
- 沙哈布·侯賽尼 - 賀查（粵語配音：關令翹（TVB））
- 莎莉·巴亞特 - 華倩（粵語配音：陸惠玲（TVB））
- 萨里娜·法尔哈迪 - 泰美（粵語配音：何璐怡（TVB））
- Ali-Asghar Shahbazi - 尼達的父亲（粵語配音：林國雄（TVB））
- Shirin Yazdanbakhsh - 絲敏的母亲（粵語配音：許盈（TVB））
- Kimia Hosseini - 索曼（Somayeh）（粵語配音：成瑤孆（TVB））
- Merila Zarei - Miss Ghahraei（粵語配音：朱妙蘭（TVB））

## 評價
《分居風暴》發行後佳評如潮。2022年，《IndieWire》列出40部最佳悲傷電影名冊裡，本片榜上有名。

## 獎項
- 第61屆柏林國際影展：
  - 金熊獎(最佳電影)
  - 最佳男主角
  - 最佳女主角
- 第69屆金球獎：最佳外語片
- 第84屆奧斯卡金像獎：最佳外語片
- 2012年亞洲電影大獎：
  - 最佳電影
  - 最佳導演(Asghar Farhadi)
  - 最佳編劇(Asghar Farhadi)
  - 最佳剪接Hayedeh Safiyari
  - 最佳女主角提名(蕾拉·哈塔米)[10][12]
- 第32届伦敦影评人协会奖：
  - 最佳外语片
  - 最佳剧本
  - 最佳女配角(莎莉·巴亞特)